# Gora Burhanova
Gora Burhanova (englische Transkription von russisch Гора Бурханова Gora Buchanowa) ist ein Hügel im ostantarktischen Viktorialand. In den Prince Albert Mountains ragt er unmittelbar nordwestlich des Mount Stierer auf.
Russische Wissenschaftler benannten ihn. Der weitere Benennungshintergrund ist nicht überliefert.